# Prudziszcze (rejon miński)
Prudziszcze (biał. Прудзішча, ros. Прудище) – wieś na Białorusi, w obwodzie mińskim, w rejonie mińskim, w sielsowiecie Łoszany.